# Huasimal de los Encuentros
Huasimal de los Encuentros es un caserío peruano ubicado en el distrito de Lancones, perteneciente a la provincia de Sullana del departamento de Piura, al norte del Perú. 

## Ubicación
Huasimal de los Encuentros se ubica al noreste de la provincia de Sullana, en el distrito de Lancones, en el departamento de Piura.

## Demografía
En 2017 Huasimal de los Encuentros tenía una población de 243 habitantes.